# Red Robin

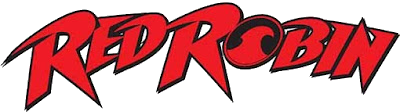
Logo del personaggio

Red Robin è un personaggio immaginario la cui identità è stata assunta da diversi supereroi della DC Comics. Il personaggio compare per la prima volta nella miniserie del 1996 Kingdom Come, dove un Dick Grayson di mezza età riassume l'identità di Robin, ribattezzandosi Red Robin. La sua uniforme è più simile a quella di Batman nel design di qualsiasi altra uniforme di Robin. Red Robin è poi riapparso nella continuity principale dell'Universo DC in occasione dell'evento Countdown. Tuttavia, il Red Robin in questione si è rivelato essere Jason Todd. Durante Scattered Pieces, tie-in di Batman R.I.P., Ulysses Armstrong appare brevemente nel ruolo di Red Robin. Nel 2009, è stata introdotta una nuova serie, tuttora in corso, intitolata Red Robin con protagonista Tim Drake (sotto il nome di Tim Wayne).

## Incarnazioni del personaggio

### Jason Todd
Nel numero 17 di Countdown to Final Crisis, Jason indossa l'abito nel "Bat Bunker" (l'equivalente della Batcaverna di Terra-51), mentre lui e Batman della Terra-51 si uniscono alla lotta che infuria sulla Terra. Jason mantiene il suo nuovo abito e la sua identità per il resto del suo mandato come "Sfidante dell'ignoto", solo per abbandonarlo al suo ritorno sulla Nuova Terra, dove riassumerà i panni del Cappuccio Rosso.
All'inizio di Countdown Jason Todd riprende il ruolo del Cappuccio Rosso e salva una donna da Duela Dent (la figlia di Due Facce). Nel frattempo, un Monitor spara e uccide Duela, per poi tentare di uccidere anche Jason, ma viene fermato da un secondo Monitor. Questo secondo Monitor si scusa con Jason prima che entrambi scompaiano, lasciando Jason da solo con il cadavere di Duela. Più tardi, al funerale di Duela, Jason si nasconde fino a quando tutti i Teen Titans se ne sono andati tranne Donna Troy. Jason le racconta cosa è successo la notte della morte di Duela e dei Monitor. Sa che sia lui che Donna Troy sono tornati dalla morte e si chiede quale di loro sia il prossimo nella lista dei Monitor. I due vengono quindi attaccati dal Precursore, ma prima che lei possa ucciderli, il Monitor che si era scusato interviene e recluta Jason e Donna per una missione sul Palmerverse (una sezione del Nanoverse scoperto da Ray Palmer), nel tentativo di trovare Palmer. Durante il viaggio, Jason decide di chiamare il monitor "Bob". Jason sembra avere un interesse romantico per Donna e si mostra visibilmente scontento quando il suo vecchio fidanzato, Kyle Rayner, si unisce al loro gruppo mentre fanno il loro tour per le 52 Terre che compongono il Multiverso.
Un'immagine teaser rilasciata per promuovere Countdown mostrava una figura simile a Red Robin tra gli eroi riuniti in pose simboliche dei loro ruoli nella serie. Dopo una serie di dichiarazioni contraddittorie su questa figura, l'editore esecutivo Dan DiDio ha sostenuto con fermezza in DC Nation del luglio 2007 che il personaggio era Jason Todd. Il costume di Red Robin, originariamente progettato da Alex Ross per la miniserie Kingdom Come del 1996 e indossato da Dick Grayson, è comparso nel numero 16 di Countdown to Final Crisis nella base operativa di Batman di Terra-51. Nel numero 14, Jason indossa la tuta Red Robin e va in battaglia al fianco di Batman di Terra-51. Durante una battaglia con un gruppo di soldati di Monarch, Batman di Terra-51 viene ucciso dall'Ultraman di Terra-3, influenzando profondamente Jason. Nel suo dolore, Jason uccide una versione alternativa del Joker che si fa beffe della sua perdita, fuggendo insieme a Donna, Ray e Kyle sul pianeta Apokolips prima della distruzione della Terra-51. Dopo che la squadra viene rimandata sulla Terra, Jason lascia il gruppo e torna a combattere il crimine a modo suo. Quando il virus Morticoccus viene rilasciato dal corpo di Karate Kid, Jason viene riportato con la forza nel gruppo da Kyle, con suo grande sgomento. Quando gli Sfidanti tornano sulla vera Terra, proclamandosi i sorveglianti dei Monitor, Jason si sbarazza del suo costume da Red Robin e abbandona nuovamente gruppo.

### Ulysses Hadrian Armstrong
Durante Scattered Pieces, tie-in di Batman R.I.P., appare un nuovo Red Robin, inizialmente solo come una sagoma scintillante che segue Robin (Tim Drake) e sospettato di aver rubato una valigetta di soldi al Pinguino. Tim inizialmente sospetta che Jason Todd abbia riassunto l'identità di Red Robin. Tuttavia, Jason sostiene la propria innocenza, supponendo che qualcuno possa aver rubato la sua tuta quando l'ha precedentemente abbandonata. Il nuovo Red Robin irrompe durante una zuffa tra Tim e Jason e si rivela essere Ulysses Armstrong, che è entrato in possesso del costume Red Robin, al fine di condurre una guerra psicologica contro Tim Drake. Viene rivelato che Armstrong tiene in ostaggio Lonnie Machin, un ex vigilante, e che, cambiando costume, ha assunto l'identità di quest'ultimo come "Anarky". Laddove l'approccio di Machin come Anarky era stato a causare il cambiamento sociale, l'approccio di Armstrong puntava più ad atti psicotici di caos e distruzione insensata. Dopo essere stato gravemente bruciato in un'esplosione, un Tim Drake combattuto indossa il costume di Red Robin per nascondere le sue ferite, per poi ritornare alla sua uniforme standard.

### Tim Drake
Dopo che Dick Grayson ha assunto il ruolo di Batman, dà il titolo di Robin a Damian Wayne, sostenendo che Robin sarà sempre uno studente di Batman e di vedere Tim invece come un suo pari, quest’ultimo quindi accetta la decisione anche se a malincuore. Tim dice a Spoiler che lascerà Gotham per un periodo di tempo non specificato. In qualità di nuovo Red Robin, viaggia per il mondo alla ricerca di Bruce Wayne. Nel frattempo, mentre fa la sua ricerca, Tim viene monitorato da Ra's al Ghul, che sembra interessato non solo a Tim stesso, ma anche alla ricerca di Batman da parte di Tim.
Infine, Red Robin si è unito ai Teen Titans, assumendo il ruolo di leader della squadra dopo le dimissioni di Wonder Girl. Nel settembre 2011, The New 52 ha riavviato la continuity DC. In questa nuova linea temporale, Tim viene reintrodotto come leader dei Teen Titans. In DC Rebirth, nuovo rilancio della DC, Tim, nei panni di Red Robin, farà parte di una squadra guidata da Batman e Batwoman e che includerà anche Spoiler, Orphan e Clayface in Detective Comics.

## Versioni alternative

### Kingdom Come
In Kingdom Come, un Dick Grayson di mezza età rivendica il mantello di Robin e diventa Red Robin, non al fianco del suo ex mentore Batman, ma piuttosto con la Superman's League. L'età non lo ha rallentato, poiché possiede tutte le sue abilità furtive e di combattimento. In questa storia, ha una figlia con Starfire, Mar'i Grayson (Nightstar), e alla fine del fumetto e del romanzo si riconcilia con Bruce.

### Teen Titans Go!
Un Red Robin alternativo appare nel numero 48 di Teen Titans Go!. Questa versione di Red Robin è il leader dei Teen Tyrants, un gruppo di giovani supercriminali provenienti da una realtà alternativa in cui tutti gli eroi del mondo sono malvagi.

## Serie in corso
Con gli scrittori Chris Yost sui primi tre archi e Fabian Nicieza sul resto e le matite primarie di Marcus To, Red Robin presenta Tim Drake nei panni di Red Robin. Il debutto della serie segue gli eventi di Batman R.I.P., Final Crisis e Battle for the Cowl in cui l'originale Bruce Wayne è apparentemente morto per mano di Darkseid. Tim, ora tecnicamente un Wayne dopo la sua adozione da parte di Bruce, è l'unico che crede che Bruce Wayne sia ancora vivo e lascia Gotham City per iniziare una ricerca globale di prove a sostegno del fatto che Batman sia ancora in vita.

## Altri media
- Un riferimento a Red Robin è stato incluso nella serie di cartoni animati del 2004-2008 The Batman. Nell'episodio Artefatti la polizia del futuro crede che Bruce Wayne sia Robin, chiamato erroneamente "Red Robin", mentre pensano che Thomas Wayne sia Batman e Martha Wayne sia Batgirl, erroneamente chiamata Batwoman.
- Nella serie TV animata Teen Titans Go! Robin usa il nome in codice "Red Robin" in una missione.
- La versione di Tim Drake di Red Robin è apparsa nel film d'animazione Batman Unlimited: Animal Instincts e nel suo sequel, Batman Unlimited: Monster Mayhem, come assistente di Batman.
- Il costume di Red Robin è un DLC per Tim Drake nel videogioco Batman: Arkham City.
- Red Robin appare nelle versioni per console portatili del videogioco Lego Batman 2: DC Super Heroes.
- Il costume Red Robin è uno dei quattro costumi disponibili per Tim Drake nel videogioco Young Justice: Legacy .
- Red Robin appare come un personaggio giocabile in Lego DC Super-Villains .
- L'incarnazione di Tim Drake di Red Robin appare come un personaggio secondario nel film Batman Ninja.